# Michele Smith
Michele Mary Smith (nascida em 21 de junho de 1967) é uma jogadora de softbol dos Estados Unidos da América. Foi campeã olímpica pela equipe estadunidense em Atlanta 1996 e Sydney 2000.
Também joga basquetebol e hóquei sobre grama.